# Will You Still Love Me Tomorrow?
Will You Still Love Me Tomorrow? è una reinterpretazione da parte della cantante inglese Amy Winehouse del brano musicale Will You Love Me Tomorrow, scritto da Gerry Goffin e Carole King e interpretato per la prima volta nel 1960 dalle Shirelles.
Il brano è il secondo singolo promozionale estratto dall'album postumo Lioness: Hidden Treasures di Amy Winehouse. È una seconda versione dell'artista registrata alcuni anni dopo la prima cover,
incisa da Winehouse per il film del 2004 Che pasticcio, Bridget Jones!, rallentando il tempo e con un arrangiamento jazz rispetto alla versione originale.
Nel 2008 i produttori hanno inserito il brano nella raccolta The Other Side of Amy Winehouse.

## Classifica
| Classifica  | Posizione massima |
| ----------- | ----------------- |
| Regno Unito | 62                |